# Malaconòtids
Els malaconòtids (Malaconotidae) són una família de petites aus de l'ordre dels passeriformes que van ser ubicades amb els autèntics botxins de la família dels lànids (Laniidae).

## Morfologia
Tot i ser similars en les formes als botxins, aquests tendeixen a ser més acolorits amb sovint zones negres al plomatge. Algunes espècies porten una vida molt reservada.

## Hàbitat i distribució
És un grup d'espècies africanes que es troben als matollars o el bosc obert.

## Alimentació
Són principalment insectívors. Tenen hàbits similars als botxins, caçant insectes i altres preses petites des d'una posta en un arbust.

## Reproducció
Fan els nius als arbres, on ponen fins a quatre ous.

## Llistat de gèneres
Segons la classificació del Congrés Ornitològic Internacional (versió 11.1, 2021), aquesta família està formada per 8 gèneres amb 50 espècies:
- Gènere Malaconotus amb 6 espècies.
- Gènere Chlorophoneus amb 6 espècies.
- Gènere Telophorus amb 4 espècies.
- Gènere Bocagia amb una espècie: txagra d'aiguamoll (Bocagia minuta).
- Gènere Tchagra amb 4 espècies.
- Gènere Dryoscopus amb 6 espècies.
- Gènere Laniarius amb 22 espècies.
- Gènere Nilaus amb una espècie: brubrú (Nilaus afer).